# اچ‌دی ۲۳۰۷۹
اچ‌دی ۲۳۰۷۹ یک ستاره است که در صورت فلکی تور قرار دارد.